# Magyar vonósnégyesek listája
Az alábbi lista a közelmúlt vonósnégyeseit sorolja fel.
A 20. század közepéig általában a primárius és a gordonkás nevéből álltak a vonósnégyesek nevei, a későbbiekben csak a primárius neve vagy valamilyen fantázianév (pl. zeneszerző neve) adta az együttesek elnevezését.
| Ábécé szerinti tartalomjegyzék                                                                           |
| --- |
| A, Á B C Cs D Dz Dzs E, É F G Gy H I, Í J K L Ly M N Ny O, Ó Ö, Ő P Q R S Sz T Ty U, Ú Ü, Ű V W X Y Z Zs |

## A, Á
- Accord vonósnégyes 2001–
- Akadémia vonósnégyes
- Anima vonósnégyes 2000-
- Auer vonósnégyes 1990–
- Authentic Quartet

## B
- Bartók vonósnégyes 1957– (1963-ig Komlós-vonósnégyes)
- Budapest vonósnégyes 1918–66 (Hauser-vonósnégyes néven is szerepeltek)

## C
- Carmine vonósnégyes 2004–

## D
- Danubius vonósnégyes

## E, É
- Eckhardt-vonósnégyes
- Éder-vonósnégyes 1973–
- Egri vonósnégyes
- Erdélyi vonósnégyes

## F
- Festetics-vonósnégyes 1985–

## G
- Gál-vonósnégyes
- Grünfeld–Bürger-vonósnégyes 1894–1910

## Gy
- Győri Ciklámen vonósnégyes
- Győri vonósnégyes

## H
- Haydn vonósnégyes 1962– (1972-ig Dékány-vonósnégyes)
- Haydn vonósnégyes (Kőszeg)
- Hubay–Popper-vonósnégyes 1886–1905
- Hubay-vonósnégyes
- Huber-vonósnégyes 1857–?
- Hungária vonósnégyes

## J
- Jancsin-vonósnégyes 1947–68

## K
- Kállai-vonósnégyes 2015–
- Kecskemét vonósnégyes 1968–
- Kelemen-vonósnégyes 2009–
- Keller-vonósnégyes 1986–
- Kemény–Schiffer-vonósnégyes 1900–1910
- Kodály vonósnégyes 1968–
- Krancsevics–Bürger-vonósnégyes 1872–?
- Krulik-vonósnégyes 2011-
- Kruppa-vonósnégyes 2012–

## L
- Lajtha vonósnégyes 1991–?
- Léner-vonósnégyes 1919–42 (Léner–Hartmann-vonósnégyes néven is szerepeltek)

## M
- Magyar női vonósnégyes (két különböző együttes neve)
1922–? (Bárány–Ulbrich-vonósnégyes néven is szerepeltek; Bárány Sziszi – Szerémi Magda – Zipernovszky Mária – Ulbrich Hermin)
1960-as évek (Áldor Lili – Isépy Éva – Fettich Zsuzsa – Frank Mária)
- Magyar vonósnégyes 1935–70
- Melles-vonósnégyes 1922–?1939
- Microcosmos vonósnégyes
- Miskolci vonósnégyes 1968–?, 1975-től Új Miskolci vonósnégyes

## N
- Nádor vonósnégyes
- Ney–Banda-vonósnégyes 1947–49

## P
- Pauk-vonósnégyes
- Pulzus vonósnégyes

## Q
- Quartetto Speranza

## R
- Ridley-Kohne-vonósnégyes 1850–58
- Roman-vonósnégyes 2017–
- Rondo vonósnégyes
- Róth-vonósnégyes

## S
- Savaria vonósnégyes
- Sebestyén-vonósnégyes
- Semmelweis vonósnégyes
- Somogyi-vonósnégyes 2000— [forrás?]
- Soproni vonósnégyes

## Sz
- Szécsi-vonósnégyes 1949-?
- Szerencsi vonósnégyes
- Szervánszky-vonósnégyes
- Szervánszky vonósnégyes 2009–
- Szigeti vonósnégyes 2017–

## T
- Táborszky Mihály János vonósnégyese 1827–1838 v. '39
- Takács-vonósnégyes 1975– (kezdetben Takács-Nagy-vonósnégyes néven is szerepeltek)
- Tátrai-vonósnégyes 1946–
- Tibor-vonósnégyes

## U, Ú
- Új Budapest vonósnégyes 1975–
- Új Magyar vonósnégyes

## V
- Várkonyi-vonósnégyes
- Végh-vonósnégyes
- Veszprémi vonósnégyes

## W
- Waldbauer–Kerpely-vonósnégyes 1909–
- Weiner vonósnégyes 1957–1970 körül